# Kdo bo koga (film, 1993)
Kdo bo koga je slovenski komični film iz leta 1993 v režiji Igorja Šmida po scenariju Romana Končarja. 

## Igralci
- Majda Potokar
- Danilo Benedičič
- Maja Končar
- Roman Končar
- Iztok Mlakar
- Jernej Šugman
- Janja Majzelj
- Branko Šturbej
- Mirjam Korbar
- Meta Vranič